# Dornier Do X
Dornier Do X е немски пътнически хидроплан на фирмата Dornier, предназначен за пътнически полети на далечни разстояния. Първият му полет е през 1929 година – на 20 октомври този самолет излита от Боденското езеро на 40-минутен демонстрационен полет със 169 пътници на борда. Този рекорд остава ненадминат през първата половина на XX век. Поради слабите си летателни характеристики, самолетът не влиза в масово производство – през периода 1930 – 1932 г. извършва няколко демонстрационни полета в Африка, Северна и Южна Америка.

## Особености
В пилотската кабина на Dornier Do X не е имало лостове за управление на двигателите. Вместо това, както на по-големите морски съдове по това време, пилотът подавал (по телефона) команда за увеличаване или намаляване на мощността на двигателите към бординженера, настанен в отделна кабина.

## Летателно-технически характеристики

### Технически характеристики
- Екипаж: 5
- Пътници: 160
- Дължина: 40,05 m
- Размах на крилете: 48 m
- Височина: 10,1 m
- Площ на крилете: 454 m²
- Тегло празен: 28 250 kg
- Полетно тегло: 52 000 kg
- Обем на горивните резервоари: 23 300 L
- Двигатели: 12 × Curtiss Conqueror с водно охлаждане
- Мощност: 12 × 640 к.с. (12 × 470 kW)

### Летателни характеристики
- Максимална скорост: 210 km/h
- Крайцерска скорост: 175 km/h
- Скорост при кацане: 120 km/h
- Далечина на полета: 2300 km
- Таван на полета: 1250 m
- Скороподемност: 1,2 m/s
- Натоварване на крилото: 114,5 kg/m²

- Do X на брега на езерото Мюгелсее, Германия, май 1932
- Бордовият инженер управлява дванадесетте двигатели на самолета.
- Схема на самолета.

## Интересни факти
В клипа на поп-групата Alphaville „Jet Set“ от 1985 г. има кадри с Dornier Do X.